# Garret Graves

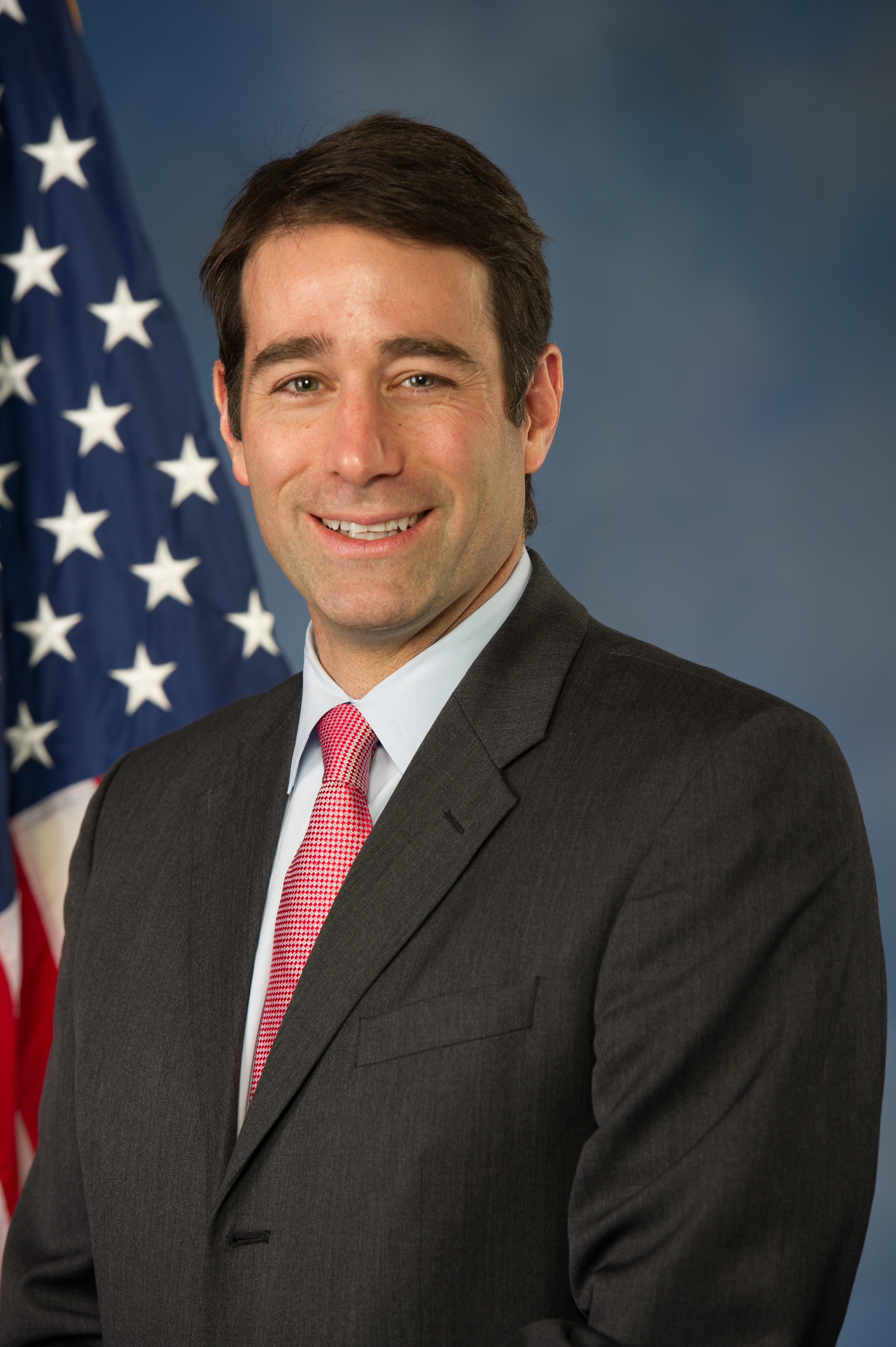
Garret Graves (2015)

Garret Neal Graves (* 31. Januar 1972 in Baton Rouge, East Baton Rouge Parish, Louisiana) ist ein US-amerikanischer Politiker der Republikanischen Partei. Seit Januar 2015 vertritt er den sechsten Distrikt des Bundesstaats Louisiana im US-Repräsentantenhaus.

## Werdegang
Im Jahr 1990 machte Graves seinen Abschluss an der Catholic High School in Baton Rouge. Anschließend studierte er an der University of Alabama in Tuscaloosa, der Louisiana Tech University in Ruston und der American University in Washington, D.C. Danach schlug er als Mitglied der Republikanischen Partei eine politische Laufbahn ein.
Er gehörte zum Stab mehrerer Kongressmitglieder aus Louisiana, wie dem demokratischen US-Senator John Breaux und dessen Nachfolger David Vitter. Zwischenzeitlich gehörte er auch zum Stab des Kongressabgeordneten Billy Tauzin. Graves war auch administratives Mitglied der Senatsausschüsse für Handelsangelegenheiten sowie für Wissenschaft und Transport. Im US-Repräsentantenhaus war er ebenfalls administratives Mitglied des Energie- und Handelsausschusses. Bis Februar 2014 leitete er die Louisiana Coastal Protection and Restoration Authority, die sich mit Katastrophen an der Golfküste befasst. In dieser Eigenschaft verhandelte er nach der Ölpest des Jahres 2010 mit British Petroleum.
Graves ist verheiratet und hat mit seiner Frau Carissa drei Kinder. Die Familie lebt in Baton Rouge.

## Politik
Bei den Kongresswahlen des Jahres 2014 wurde Graves im sechsten Kongresswahlbezirk von Louisiana in das US-Repräsentantenhaus gewählt, wo er am 3. Januar 2015 die Nachfolge von Bill Cassidy antrat, der in den US-Senat gewählt wurde. Er siegte mit 62 zu 38 Prozent gegen den Demokraten Edwin Edwards.
Die Primary (Vorwahl) für die Wahlen 2022 fanden in Louisiana am 8. November statt. Er trat gegen Rufus Craig von der Libertarian Party und den ebenfalls republikanischen Brian Belzer an. Er erreichte mit 80,6 % die absolute Mehrheit, sodass keine Stichwahl notwendig war. Somit ist Graves im Repräsentantenhaus des 118. Kongresses vertreten.[veraltet] Im Juni 2024 kündigte er an für den 119. Kongress nicht antreten zu wollen.

### Ausschüsse
Graves ist aktuell Mitglied in folgenden Ausschüssen des Repräsentantenhauses:
- Committee on Natural Resources
  - Energy and Mineral Resources
  - Water, Wildlife and Fisheries
- Committee on Transportation and Infrastructure
  - Aviation
  - Economic Development, Public Buildings, and Emergency Management

Zuvor war er auch Mitglied im Select Committee on the Climate Crisis.